# Robert Pflug
Robert Pflug (* 14. Juni 1945) ist ein österreichischer Fußballtrainer.

## Karriere
Pflugs fungierte zunächst als Co-Trainer von Otto Barić und Gernot Fraydl beim Bundesligisten SK Sturm Graz. Im April 1984 folgte Pflug Fraydl als Cheftrainer bei den Grazern, die er bis September desselben Jahres trainierte.
1987 trainierte Pflug die Kapfenberger SV. Im November 1991 folgte ein zweites Engagement bei Sturm, ehe er im Oktober 1992 durch den Slowaken Ladislav Jurkemik ersetzt wurde. 1993 wurde er Trainer des unterklassigen Vereins SV Gratkorn. Den Verein führte er 1996 in die drittklassige Regionalliga, wo der Klub dann als FC Gratkorn antrat. Nach knapp neun Jahren verließ er den Verein 2002.
In der Saison 2002/03 trainierte Pflug den drittklassigen FC Zeltweg. Bei den Zeltwegern lief es für Pflug weniger erfolgreich; der Verein aus dem Bezirk Judenburg musste als Tabellenletzter der Regionalliga Mitte in die Landesliga absteigen. Nach dem Abstieg trainierte Pflug von Juli bis Dezember 2003 den burgenländischen Regionalligisten SV Oberwart.
In der Rückrunde der Saison 2003/04 trainierte er den slowakischen Erstligisten DAC Dunajská Streda. Zur Saison 2005/06 kehrte Pflug nach Österreich zurück, wo er Trainer der Amateure des VfB Admira Wacker Mödling wurde. Im August 2005 ersetzte er Dominik Thalhammer als Trainer der Bundesligamannschaft. Im Februar 2006 wurde Pflug beurlaubt; die Admira befand sich zu jenem Zeitpunkt als Tabellenletzter auf einem Abstiegsplatz.
Im Juli 2011 folgte ein zweites Engagement von Klug beim Regionalligisten FC Gratkorn. Bereits im September desselben Jahres verließ er den Verein jedoch wieder. Zur Saison 2013/14 wurde er ein drittes Mal Trainer der Gratkorner, die inzwischen nur noch viertklassig spielten. Zur Saison 2014/15 wurde Pflug durch Johann Pigel ersetzt.
Im September 2014 übernahm Pflug den fünftklassigen FC Lankowitz. Mit dem Verein aus Maria Lankowitz konnte er 2015 in die Landesliga aufsteigen. Nach der Einstellung des Spielbetriebs in der Winterpause 2015/16 verließ er den Verein und wechselte ein zweites Mal zum Regionalligisten SV Oberwart.
Nach wenigen Wochen als Trainer der Burgenländer verließ er im Jänner 2016 bereits wieder den Verein.
Im Mai 2017 wurde Pflug ein zweites Mal Trainer des Zweitligisten Kapfenberger SV, bei dem er einen bis Saisonende gültigen Vertrag erhielt.
Im August 2017 trat Pflug als Trainer von Kapfenberg zurück. Im Oktober 2017 übernahm er den Regionalligisten USV Allerheiligen. Diesen trainierte er bis zum Ende der Saison 2017/18.
Mit 20. März 2019 wurde Pflug Sportmanager des fünftklassigen SV Feldbach.